# Mont Da Xianbei
Le mont Da Xianbei ou Grand mont Xianbei chinois simplifié : 大鲜卑山 ; chinois traditionnel : 大鮮卑山 ; pinyin : dà xiānbēi shān ; EFEO : ta Sien-pei chan) est un mont décrit dans des documents historiques, mais dont l'emplacement n'est pas certain. Il est probablement situé sur le flanc nord du massif du Grand Khingan), au Nord-Est de la Chine. C'est le lieu d'origine des Xianbei, une population nomade proto-mongole, descendant des Donghu.